# Rotenkirchen
Rotenkirchen ist ein an der Nordseite des Höhenzugs Ahlsburg liegender Ortsteil der Stadt Einbeck in Niedersachsen südwestlich des Stadtkerns. In seiner Nähe liegt die Burgruine Grubenhagen.

## Geschichte

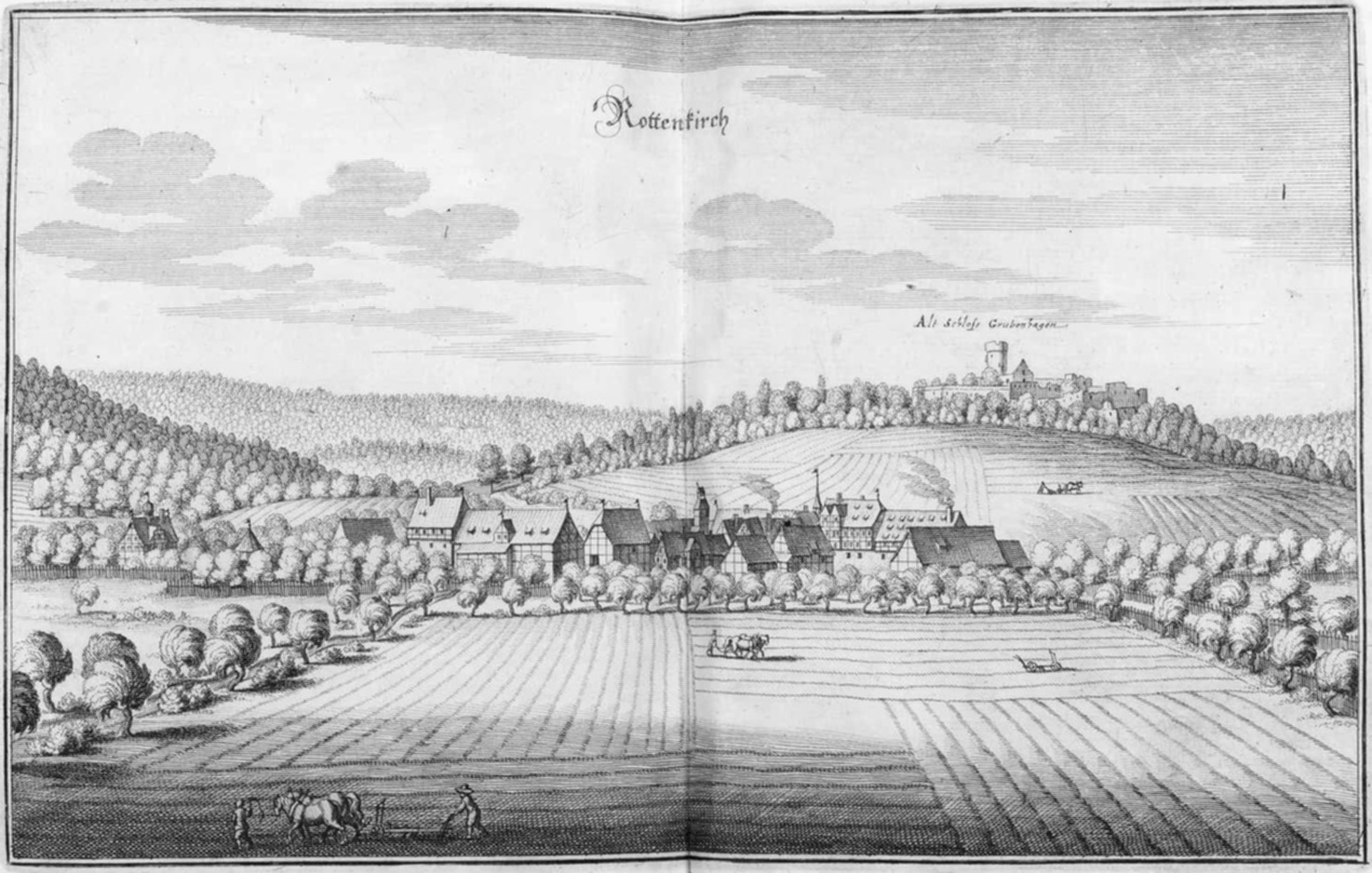
Rotenkirchen mit Ackerbau in der Feldmark und der Burg Grubenhagen im 17. Jahrhundert

### Dorf und Schloss

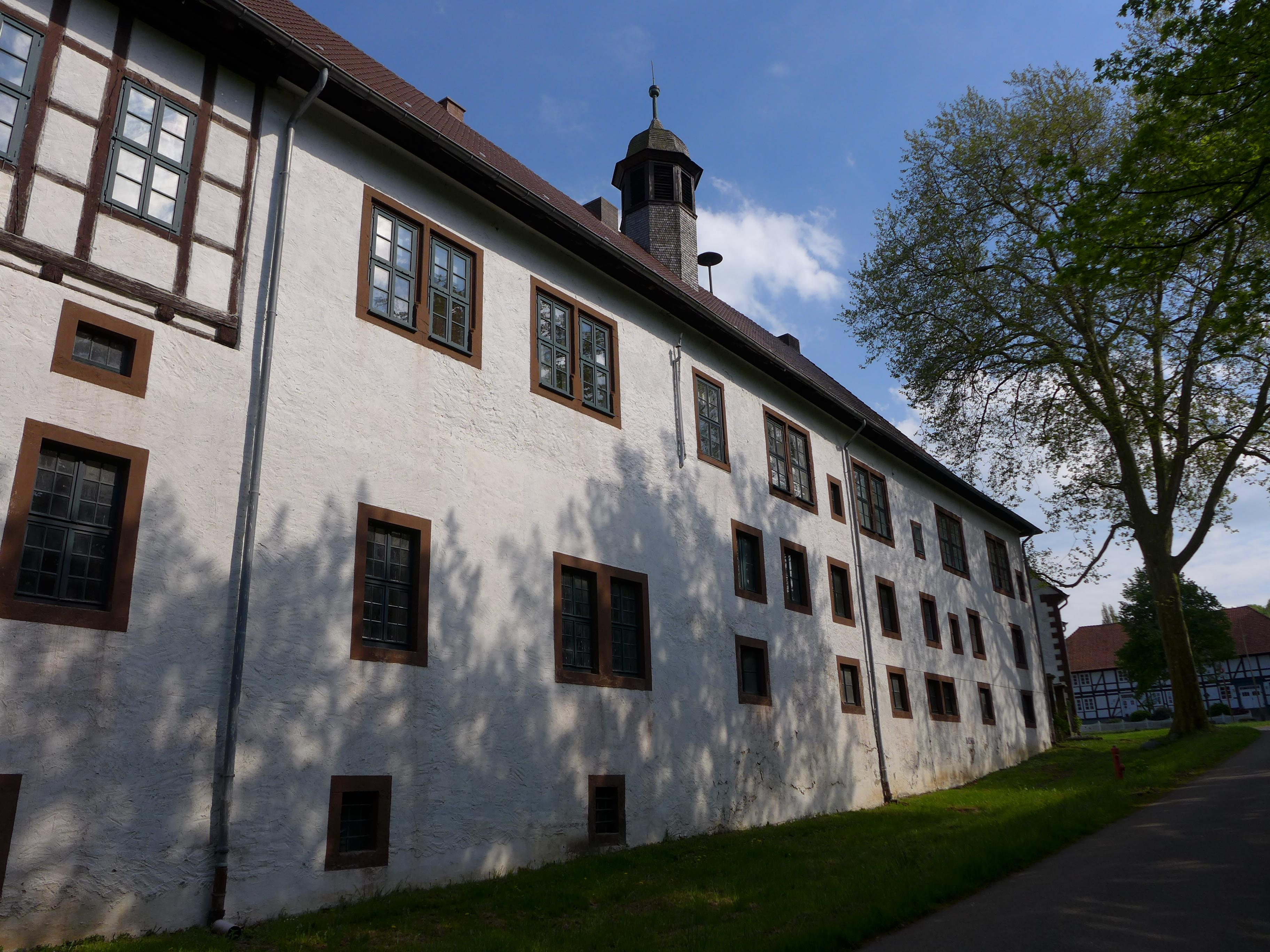
Westliche Teilansicht der Domäne

Im 16. Jahrhundert leitete Herzog Philipp I. von Braunschweig-Grubenhagen nach Angaben von Johannes Letzner den Aufbau eines Hofes ein. Diesen Hof und zugleich die Katlenburg erhielt Philipp II. von seinem älteren Bruder und Vorgänger Wolfgang als Apanage und veranlasste den weiteren Ausbau.
Im Jahre 1816 ließ der neu ernannte Generalstatthalter und spätere Vizekönig Adolphus Frederick nach Plänen von Georg Ludwig Friedrich Laves ein Jagdschloss einrichten. 1837 fiel es an seinen Bruder Ernst August I. Dazu gehörten auch von Franz Christian Schaumburg entworfene Gartenanlagen. Eine 1588 errichtete Kapelle wurde durch Umnutzung aufgehoben. Ihr Altar und ihre Kanzel wurden in die Kirche Dassensen gebracht. 1868 pachtete Matthias Rabbethge, Sohn von Matthias Christian Rabbethge, die damit verbundene Domäne. Bei der Domäne handelt es sich um einen Komplex von etwa einem Dutzend Gebäuden, die einen viereckigen Hofraum bilden. Das Herrenhaus wurde teilweise künstlerisch mit Grisaillemalerei ausgestaltet. Südlich vor der Domäne entwickelte sich das heutige Dorf Rotenkirchen.
Rotenkirchen wurde am 1. März 1974 durch Eingemeindung zum Ortsteil der Stadt Einbeck.

### Amt
1549 löste das Amt Rotenkirchen das Amt Grubenhagen ab.
Von 1807 bis 1813 bestand der Kanton Rotenkirchen, dessen Maire Forstmeister von Dassel war. In dieser Zeit befanden sich Amtshaus und Hof in Besitz von Pierre Daru.
Die umliegenden Ortschaften Edemissen, Dörrigsen, Odagsen, Iber, Strodthagen, Buensen, Stöckheim, Wetze, das Landgut Wickershausen, Dassensen, Wellersen, Hullersen, Holtensen, Vardeilsen, Avendshausen, Rengershausen, Kuventhal, Andershausen und Kohnsen gehörten bis 1826 zum Amt Rotenkirchen. Danach wurde es mit dem Amt Salzderhelden vereinigt und der Amtssitz mit der Bezeichnung Grubenhagen nach Salzderhelden verlegt.

### Wüstung
Unweit östlich des heutigen Dorfes gab es im Mittelalter ein Dorf mit gleichem Namen, das wüst gefallen ist. Das Dorf Rotenkirchen fand im Jahr 1203 erste urkundliche Erwähnung. In einer archäologischen Grabung wurden dort 2010 Pfostenlöcher nachgewiesen, die als Spuren einer bereits zur Zeit der Linienbandkeramik erfolgten Besiedlung gedeutet werden; weitere Spuren stammen aus der römischen Kaiserzeit. Nach dem Mittelalter lag der Ort außerhalb der Einbecker Landwehr. Während der Belagerung der Burg Grubenhagen 1448 durch ein Bündnis unter Führung von Wilhelm I., Heinrich II., Wilhelm II., Friedrich III. und Ludwig I. wurde Rotenkirchen zerstört und fiel wüst.

## Politik

### Ortsrat
Der Ortsrat, der Rotenkirchen vertritt, setzt sich aus fünf Ratsmitgliedern zusammen:
- Wgem. Rotenkirchen: 5 Sitze

(Stand: Kommunalwahl 2021)

### Ortsbürgermeister
Ortsbürgermeister ist Klaus Lehberger (WG).

### Wappen
Im Ortswappen ist der Turm der Burg Grubenhagen abgebildet.

## Kultur und Sehenswürdigkeiten

### Bauwerke
Im 19. Jahrhundert wurde im Ort ein Schloss errichtet, das u. a. von hannoverschen Königen zu Freizeitzwecken benutzt wurde. Davon ist heute ein verpachteter Gutshof im Besitz des Landes Niedersachsen verblieben. Das in dem vorgelagerten Wald befindliche ehemalige Ökonomiegebäude dieser Anlage dient heute dem Leibniz-Institut für Angewandte Geophysik für geowissenschaftliche Forschungen.

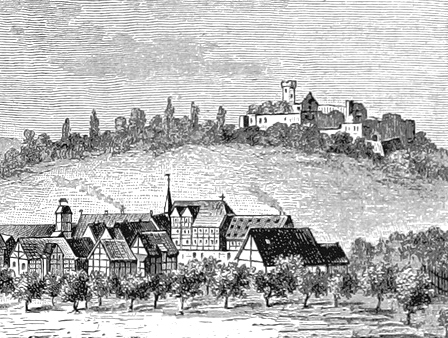
Rotenkirchen vor der Burg Grubenhagen, Merian-Stich um 1654

Weiterhin befand sich unweit vom Ort die einstige Burg Grubenhagen, die vor dem 13. Jahrhundert entstand und 1263 mit den Worten ante castrum Grubenhagen erwähnt wird. Auf der Burg saßen die Herren Grubo von Grubenhagen als Ministeriale der Braunschweiger Herzöge, als deren Erbauer die Grafen von Dassel in Betracht zu ziehen sind, da der Bereich der Ahlsburg einst zu ihrem Herrschaftsgebiet zählte. Im 14. Jahrhundert war die Burg oft verlehnt oder verpfändet, späterhin residierten die Welfenherzöge nur noch gelegentlich am Ort, bis zum Ende des 16. Jahrhunderts die Burg allmählich dem Verfall preisgegeben wurde. Ein Jahrhundert später brach man sie bis auf den Bergfried ab und erbaute aus den gewonnenen Steinen ein Wirtschaftsgebäude in Rotenkirchen.

### Vereine und Institutionen
- Burgverein Grubenhagen
- Freiwillige Feuerwehr Rotenkirchen